# Domessargues
Domessargues (okzitanisch Daumeçargues) ist eine französische Gemeinde mit 750 Einwohnern (Stand: 1. Januar 2022) im Département Gard in der Region Okzitanien (vor 2016 Languedoc-Roussillon). Sie gehört zum Arrondissement Nîmes und zum Kanton Quissac. Die Einwohner werden Domessarguois genannt.

## Geografie
Domessargues liegt etwa 19 Kilometer südsüdöstlich von Alès und etwa 22 Kilometer nordwestlich von Nîmes. Das Gemeindegebiet wird vom Bach Auriol durchquert, im Westen verläuft das Flüsschen Courme. Die Nachbargemeinden von Domessargues sind Boucoiran-et-Nozières im Norden und Osten, Sauzet im Osten und Südosten, Saint-Geniès-de-Malgoirès im Südosten, Mauressargues im Süden, Aigremont im Westen sowie Saint-Bénézet im Nordwesten.

## Bevölkerungsentwicklung
| Jahr                       | 1962 | 1968 | 1975 | 1982 | 1990 | 1999 | 2006 | 2020 |
| -------------------------- | ---- | ---- | ---- | ---- | ---- | ---- | ---- | ---- |
| Einwohner                  | 165  | 148  | 148  | 177  | 251  | 420  | 659  | 752  |
| Quellen: Cassini und INSEE |      |      |      |      |      |      |      |      |

## Sehenswürdigkeiten
- Kirche Saint-Étienne aus dem 11. Jahrhundert, seit 1971 Monument historique

## Persönlichkeiten
- Jean Carrière (1928–2005), Schriftsteller